# وایلدوود (مینه‌سوتا)
وایلدوود (به انگلیسی: Wildwood) یک منطقهٔ مسکونی در ایالات متحده آمریکا است که در Koochiching County واقع شده‌است. وایلدوود ۴۰۶٫۰ متر بالاتر از سطح دریا واقع شده‌است.